# Paez (volk)

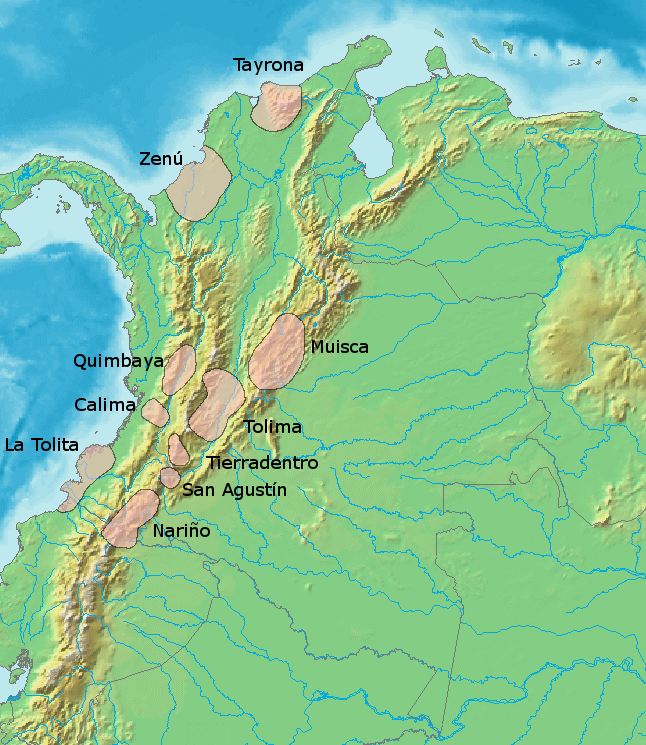
Precolumbiaanse culturen; Tierradentro ligt in het zuidwesten van Colombia.

De Paez, ook wel Nasa (Yuwe) genoemd, is een Colombiaans indianenvolk. De meeste Paez bewonen het gebied Tierradentro in het departement Cauca. Op de bergtoppen van Tierradentro liggen de fraaie graftombes van hun krijgshaftige voorouders.
De Paez zijn het meest actieve en talrijke volk van de Colombiaanse Andes. Zij richtten in 1970 samen met de Guambiano’s de eerste Colombiaanse inheemse beweging op, de CRIC (Cosejo Regional Indígena del Cauca - Regionale Inheemse Raad van de Cauca). De CRIC bewerkstelligde dat de inheemse Colombianen of indígenas van de Cauca nu 544 miljoen hectare land tot hun beschikking hebben.

## Bevolking en cultuur
Er leven heden ten dage nog meer dan 185.000 Paez in Colombia. De meeste Paez zijn niet groter dan 1,60 m en hebben een gedrongen postuur. Ze hebben dik, steil en zwart haar, een koperkleurige/bruine glanzende huid en zwarte ogen. Het gezin is de belangrijkste bouwsteen van de Paez-samenleving. Het bestaat meestal uit ouders, kinderen (gemiddeld zes) en, als deze hulpbehoevend zijn, grootouders. Hun inheemse taal is Paez, ook wel Nasa Yuwe genoemd. De taal hoort volgens veel taalkundigen bij de Chibcha-taalfamilie, maar daarover is geen consensus. Veel geografische aanduidingen in en om Cauca zijn afkomstig uit het Nasa Yuwe, zoals ‘Cali’ en ‘Yumbo’. De meeste Paez wonen in het departement Cauca, relatief kleine aantallen wonen in de departementen Valle de Cauca, Tolima en Huila. De Paez zijn formeel overwegend rooms-katholiek, maar in de praktijk hangen de meeste Paez een mengeling aan van het katholicisme en de Paezreligie. Bijvoorbeeld de Sjamanen spelen nog steeds een rol.

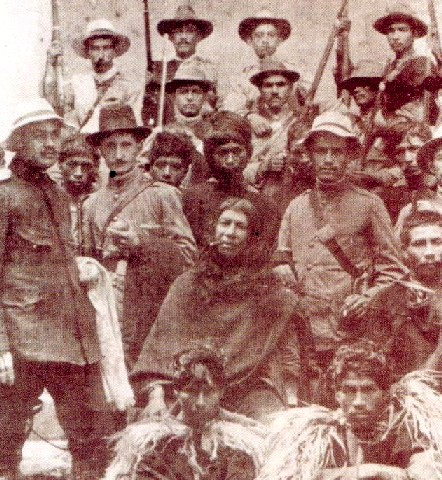
1915: Arrestatie van Manuel Quintín Lame en zijn medestanders.

## Organisatie en economie
Al in de achttiende eeuw streden de Paez voor hun landrechten. Manuel Quintín Lame, die in het begin van de 20ste eeuw streed voor de rechten van inheemse volken in alle Colombiaanse gerechtshoven, was een Paez. De Paez hebben nu een hoge mate van autonomie in Cauca. De verschillende lokale gemeenschappen zijn georganiseerd in Cabildos, die elk geleid worden door een Gobernador. Deze wordt vooral beïnvloed door de oude mannen en vrouwen van de Cabildo, die veel wijsheid worden toegedicht. De Cabildo’s in dezelfde regio vormen een associatie die valt onder de CRIC of de Autoridades Indígenas de Colombia (Inheemse Autoriteiten Colombia). Op elk niveau zijn speciale programma’s voor gezondheid, onderwijs, economie en justitie.
De meeste Paez zijn afhankelijk van de landbouw, met name teelt van kleine dieren. Verder houden ze zich bezig met kunstnijverheid en diensten zoals transport, handel, onderwijs en openbaar bestuur. Ook werken veel Paez als dagloner op de (suikerriet-)plantages in de regio.

## Pacifisme
De Paez stellen zich neutraal in op het binnenlands conflict. Cauca is in de afgelopen decennia vaak onveilig geweest door de aanwezigheid van de FARC, het leger, de cocaïnemaffia en de paramilitairen. Ongeveer 7000 mannen en vrouwen 'bewaken' hun gebied met niet meer dan een één meter lange ceremoniële staf en een walkietalkie. Ze proberen indringers te overtuigen weg te blijven van hun land, omdat dat hun cultuur, hun taal en hun manier van leven zou schaden. Ze vrezen te worden verpletterd tussen de strijdende partijen. In juli 2012 stuurden ze zowel FARC-strijders als militairen van het leger weg uit controleposten bij het stadje Toribio.

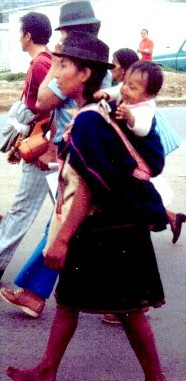
Paezvrouw met baby in een demonstratie.